# 오키촌 (히로시마현)
오키촌(일본어: 沖村)은 일본 히로시마현 사에키군에 있던 촌이다. 현재의 에타지마시의 일부에 해당한다.

## 역사
- 1889년 4월 1일 - 정촌제 시행에 의해 사에키군 오키촌이 발족하였다.
- 1956년 9월 30일 - 미타카촌과 합병해 오키미정이 신설하여 폐지되었다.

## 참고문헌
- 角川日本地名大辞典 34 広島県
- 『市町村名変遷辞典』東京堂出版、1990年。